# Gachibana
Gachibana is een dorp in het district Kgalagadi in Botswana. De plaats telt 746 inwoners (2011).